# Ulrike
Ulrike ist ein weiblicher Vorname, der auf den männlichen Vornamen Ulrich zurückgeht. Er kommt aus dem Althochdeutschen; dort bedeutet uodal „Erbgut, Heimat“ und  rihhi „reich“.  Verbreitung findet er vor allem seit dem 18. Jahrhundert in Adelskreisen. Seit Beginn des 20. Jahrhunderts wurde er aufgrund seiner vermehrten Verwendung in Zeitungs- und Zeitschriftenromanen volkstümlich.

## Verbreitung
Der Name Ulrike kommt in Deutschland seit über hundert Jahren regelmäßig in der Namensgebung vor. Von den frühen 1940er bis zu den 1980er Jahren lag er stets in den Top-100 der Hitlisten. In den letzten 10 Jahren wurde er etwa 160 Mal vergeben. In Österreich gehörte der Name von 1984 bis 1989 noch zu den 100 beliebtesten Mädchennamen. Bis zur Jahrtausendwende ging seine Beliebtheit stetig zurück. Seitdem wird der Name nur noch sporadisch vergeben. Von 1984 bis 2023 wurde er rund 1.200 Mal gewählt. In der Schweiz wurde der Name von den 1930er Jahren bis zur Jahrtausendwende fast jährlich bei der Namenswahl berücksichtigt, danach hingegen nur noch sporadisch. Von 1930 bis 2023 wurden circa 1.600 Mädchen so genannt.
In den nordischen Ländern Dänemark, Norwegen und Schweden ist der Name nur mäßig populär. Der Name befindet sich in den Niederlanden seit 1930 fast alljährlich in den Hitlisten. Er ist aber nicht sehr beliebt. Die Vergabe ist auch in Liechtenstein, Belgien, Frankreich, im Vereinigten Königreich, in Kanada und den USA nachgewiesen.

## Namenstag
Der Namenstag geht auf den Heiligen Ulrich von Augsburg zurück und wird am 4. Juli gefeiert.
Im Jahr 1987 sprach Papst Johannes Paul II. die Ordensschwester Ulrika von Hegne (Franziska Nisch) selig. Ihr Gedächtnis wird am 8. Mai gefeiert. Somit hat nun auch „Ulrike“ einen eigenen Namenstag.

## Bekannte Namensträgerinnen
- Ulrike Alex (* 1956), deutsche Lehrerin und Politikerin (SPD)
- Ulrike Crespo (1950–2019), deutsche Fotografin, Psychologin und Mäzenin
- Ulrike von Dänemark (1656–1693), Königin von Schweden
- Ulrike M. Dierkes (* 1957), deutsche Autorin, Journalistin und Herausgeberin
- Ulrike I. Eleonore (1688–1741), Königin von Schweden
- Ulrike Flender (* 1982), deutsche Offizierin und erste deutsche Tornado-Pilotin.
- Ulrike Folkerts (* 1961), deutsche Schauspielerin
- Ulrike Grote (* 1963), deutsche Schauspielerin, Regisseurin und Sprecherin
- Ulrike Herrmann (* 1964), deutsche Journalistin
- Ulrike Hofbauer, deutsche Sängerin
- Ulrike Höfken (* 1955), deutsche Politikerin
- Ulrika Jonsson (* 1967), schwedisch-britische Fernsehmoderatorin
- Ulrike Kargus (* 1983), deutsche Schauspielerin
- Ulrika Knape (* 1955), schwedische Wasserspringerin
- Ulrike Kolb (* 1942), deutsche Schriftstellerin und Journalistin
- Ulrike Kriener (* 1954), deutsche Schauspielerin
- Ulrike Krumbiegel (* 1961), deutsche Schauspielerin
- Ulrike Kuhlmann (* 1957), deutsche Bauingenieurin und Hochschullehrerin
- Ulrike von Levetzow (1804–1899), Johann-Wolfgang von Goethes letzte Liebe
- Ulrike Liebert (* 1975), deutsche Richterin
- Ulrike Mai (* 1960), deutsche Schauspielerin
- Ulrike Maier (1967–1994), österreichische Skirennläuferin
- Ulrike Meinhof (1934–1976), deutsche Journalistin und Mitbegründerin der Rote Armee Fraktion
- Ulrike Mehl (* 1956), deutsche Politikerin
- Ulrike Meyfarth (* 1956), deutsche Sportlerin
- Ulrike von Möllendorff (1939–2017), deutsche Journalistin und Fernsehmoderatorin
- Ulrike Müller-Rospert (* 1958), deutsche Richterin
- Ulrike Nagel (Journalistin) (* 1979), deutsch-niederländische Journalistin und Übersetzerin
- Ulrike Nagel (Juristin) (* 1961), deutsche Juristin, Richterin und Kommunalpolitikerin
- Ulrike Ottinger (* 1942), deutsche Filmproduzentin
- Ulrika Pasch (1735–1796), schwedische Malerin
- Ulrike Sassenberg-Walter (* 1955), deutsche Juristin, Richterin
- Ulrike Schmetz (* 1979), deutsche Fußballspielerin
- Ulrike Schmidt (* 1973), deutsche Politikerin und Bürgermeisterin in Henstedt-Ulzburg
- Ulrike Tašić (* 1959), deutsche Rechtsanwältin
- Ulrike C. Tscharre (* 1972), deutsche Schauspielerin

## Varianten
- Ike
- Riike
- Rika
- Rike
- Riken
- Rikerl
- Riki
- Kiki
- Ule
- Uli
- Ulla (Kurzform von Ursula, seltener von Ulrike)
- Ulle
- Ulli
- Ullie
- Ully
- Ulrieke
- Ulricke
- Ulrikke
- Ulrica/Ulrika
- Ulrique (französisch)
- Ulrira
- Ulryka (polnisch)
- Ulschke
- Ulsche
- Uri (schweizerisch)